# Sozonowo (obwód tiumeński)
Sozonowo (ros. Созоново) – wieś (sieło) w Rosji, w obwodzie tiumeńskim, w rejonie tiumeńskim. W 2010 liczyła 1596 mieszkańców.